# 山外山岛
30°15′58″N 122°10′07″E / 30.266184073558826°N 122.16865539550781°E
山外山（Sae Nga Sae）是位于岱山县县城高亭城区以南的一个近海岛屿。
该岛原名山外对江山（Sae Nga Tei Ko Sae），1999年7月13日更名为现名山外山。其原因是同日高亭镇另一近海岛屿蛤蚆山更名为对港山（Tei Ko Sae），因当地语言中“江”和“港”同音易混淆。
在2003年以前，这里一直是一个无人居住的悬水岛屿，面积约840亩，行政上属于山外二村（山外农业经济合作社），岛上有小规模传统农业。
2003年，岱山县人民政府与宁波三林地产有限公司签订合约，由三林公司投资6.22亿元在山外山岛开发建设“洋山港区峰景湾国际休假岛”。成为到那时为止舟山最大的旅游投资项目，为浙江省“山海协作工程”项目。整个工程预计2008年完成。